# TUE Série 8900 (ViaMobilidade)
O TUE Série 8900 (ViaMobilidade) é um trem unidade elétrico fabricado pela Alstom entre 2022 e 2024, pertencente à frota do Trem Metropolitano de São Paulo, operado pela ViaMobilidade. A primeira unidade, A01, foi entregue no ano de 2023, já a última, A36, foi entregue no final de 2024.  Cada composição é constituída com base em um novo padrão adotado pela CPTM para as unidades do sistema, com ar-condicionado, 8 carros e salão contínuo de passageiros, permitindo livre acesso a todos os carros do trem, tendo como base o projeto do TUE Série 9000.

## História

### Antecedentes
Durante o processo de concessão das Linhas 8 e 9 do Trem Metropolitano, a aquisição de trinta novos trens-unidade pela futura concessionária foi incluído como cláusula contratual. Posteriormente a quantidade foi alterada de trinta para trinta e quatro trens-unidade fornecidos em até dezoito meses após a assinatura do contrato de concessão. Antes mesmo do resultado da concessão o jornal Folha de S. Paulo apontou a empresa chinesa Sifang como favorita a fornecer os trinta trens para o futuro concessionário por conta do prazo de doze meses após a assinatura do contrato para a entrega do primeiro trem.
Nas últimas compras de trens visando empresas com fábricas no Brasil, as empresas contratadas Construcciones y Auxiliar de Ferrocarriles (CAF) e Hyundai Rotem levaram o dobro do tempo necessário para fabricar e entregar os trens Série 8500 e Série 9500 e acabaram multadas pela CPTM.Enquanto a Rotem recebeu multa de R$ 4,27 milhões pelos atrasos, a CAF recebeu penalidade de R$ 8,37 milhões. A Alstom e a CAF entregaram trens da Série 200 em 2014 para o Metrô de Porto Alegre com vinte defeitos de fabricação, alguns graves, resultando em uma multa de 2% sobre o contrato após seis anos para a resolução dos defeitos.
Durante a disputa da concessão das Linhas 8 e 9 a CAF se associou ao consórcio Mobitrens (formado pelas empresas Comporte, Líder e Consbem), enquanto as demais fabricantes de equipamentos ferroviários optaram por não se associar aos demais consórcios concorrentes. Em 20 de abril de 2021 o governo de São Paulo declarou vencedor o consórcio ViaMobilidade Linhas 8 e 9 (formado pelo Grupo CCR e RuasInvest), com o consórcio Mobitrens ficando em segundo lugar.

### Projeto e Fabricação

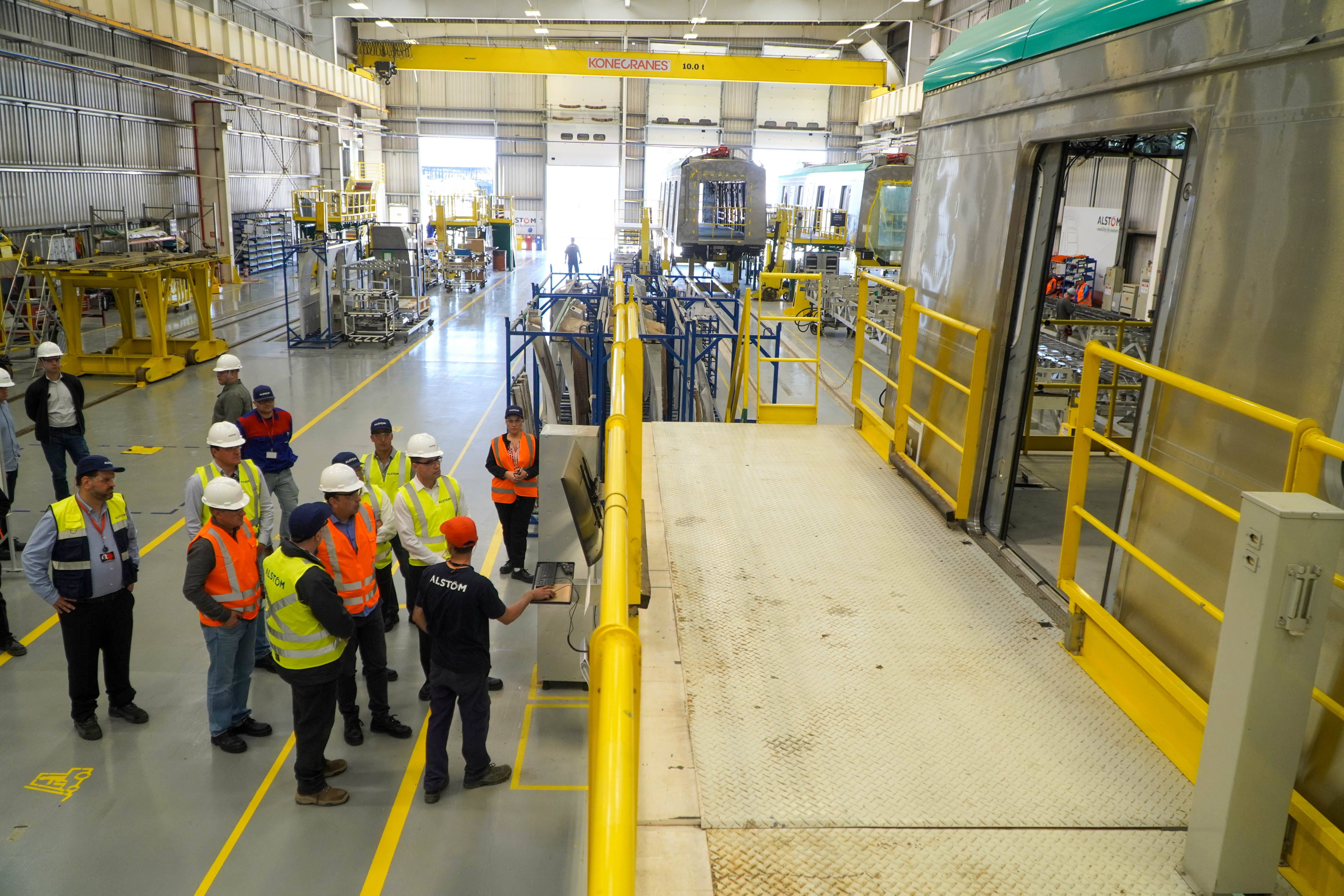
O vice-governador de São Paulo Felicio Ramuth visita a fábrica da Alstom em Taubaté e inspeciona a fabricação de trens da Série 8900.

Três meses após a assinatura do contrato de concessão das Linhas 8 e 9, a concessionária ViaMobilidade Linhas 8 e 9 escolheu a empresa Alstom para fornecer trinta e seis trens (dois adicionais para substituir dois trens da Série 7000 entregues avariados pela CPTM para a concessionária como parte do contrato de concessão), num total de duzentos e oitenta e oito carros.
| Cronograma de fornecimento previsto | Cronograma de fornecimento previsto |
| Ano                                 | Quantidade (TUE)                    |
| ----------------------------------- | ----------------------------------- |
| 2022                                | 1                                   |
| 2023                                | 35                                  |
| Total                               | 36                                  |

Os novos trens começaram a ser fabricados no novo complexo fabril da Alstom, localizado em Taubaté. Segundo a empresa, a fabricação da nova Série 8900 gerou 700 empregos e necessitou de um investimento de 76 milhões de reais na fábrica.
Após a Pandemia de COVID-19, a Alstom começou a enfrentar dificuldade na importação de componentes eletrônicos e acabou atrasando a fabricação dos novos trens. Em novembro de 2022 haviam vinte e dois carros em processo de fabricação na Alstom Taubaté. O primeiro trem deveria ter sido entregue em 20 de janeiro de 2022.
O primeiro trem foi entregue em evento no Pátio Presidente Altino no dia 28 de fevereiro de 2023. O atraso na entrega dos trens fez com que a concessionária anunciasse sanções contratuais contra a Alstom, enquanto o governador Tarcísio de Freitas anunciou um novo cronograma de entregas para os trens:
| Novo cronograma de fornecimento | Novo cronograma de fornecimento | Novo cronograma de fornecimento |
| Ano                             | Quantidade projetada(TUE)       | Quantidade entregue(TUE)        |
| ------------------------------- | ------------------------------- | ------------------------------- |
| 2023                            | 11                              | 10                              |
| 2024                            | 25                              | 26                              |
| Total                           | 36                              | 36 (até Novembro de 2024)       |

Após um fornecimento de um trem-unidade por mês entre junho e outubro, a fábrica Alstom passou a dobrar sua capacidade de entregas em novembro. Para cumprir o novo cronograma acordado com a ViaMobilidade e o Governo do estado (que prevê a entrega de onze trens-unidade em 2023), a Alstom planeja entregar até quatro trens-unidade em dezembro.

### Operação
O primeiro trem começou seus testes em março e passou a transportar passageiros comercialmente em junho de 2023. Atualmente há dezoito trens-unidade em operação comercial.
A partir de 10 de junho de 2024, os trens da série 8900 começaram a realizar algumas viagens fora do horário de pico na linha 8-Diamante; até então, operavam exclusivamente na linha 9-Esmeralda.
O último trem da série foi entregue à concessionária em novembro de 2024.

### Entrega dos TUE’s
| Numeração | Data de entrega            | Data de Operação        | Linha(s) de Operação |
| --------- | -------------------------- | ----------------------- | -------------------- |
| A01       | 28 de fevereiro de 2023    | 08 de junho de 2023     | Diamante Esmeralda   |
| A02       | 25 de junho de 2023        | 16 de agosto de 2023    | Diamante Esmeralda   |
| A03       | 29 de julho de 2023        | 10 de outubro de 2023   | Diamante Esmeralda   |
| A04       | 2 de setembro de 2023      | 25 de novembro de 2023  | Diamante Esmeralda   |
| A05       | 9 de outubro de 2023       | 8 de dezembro de 2023   | Diamante Esmeralda   |
| A06       | 1 de novembro de 2023      | 23 de dezembro de 2023  | Diamante Esmeralda   |
| A07       | 25 de novembro de 2023     | 12 de janeiro de 2024   | Diamante Esmeralda   |
| A08       | 8 de dezembro de 2023      | 1 de fevereiro de 2024  | Diamante Esmeralda   |
| A09       | 15 de dezembro de 2023     | 13 de fevereiro de 2024 | Diamante Esmeralda   |
| A10       | 22 de dezembro de 2023     | Março de 2024           | Diamante Esmeralda   |
| A11       | 12 de janeiro de 2024      | Março de 2024           | Diamante Esmeralda   |
| A12       | 25 de janeiro de 2024      | Abril de 2024           | Diamante Esmeralda   |
| A13       | 8 de fevereiro de 2024     | Abril de 2024           | Diamante Esmeralda   |
| A14       | 19 de fevereiro de 2024    | Junho de 2024           | Diamante Esmeralda   |
| A15       | 24/25 de fevereiro de 2024 | Junho de 2024           | Diamante Esmeralda   |
| A16       | 4 de março de 2024         | Junho de 2024           | Diamante Esmeralda   |
| A17       | 16 de março de 2024        | Junho de 2024           | Diamante Esmeralda   |
| A18       | 1 de abril de 2024         | 10 de junho de 2024     | Diamante Esmeralda   |
| A19       | 5 de abril de 2024         | Julho de 2024           | Diamante Esmeralda   |
| A20       | 13 de abril de 2024        | Julho de 2024           | Diamante Esmeralda   |
| A21       | 23 de abril de 2024        | Julho de 2024           | Diamante Esmeralda   |
| A22       | 06 de maio de 2024         | 25 de julho de 2024     | Diamante Esmeralda   |
| A23       | N/D                        | 25 de julho de 2024     | Diamante Esmeralda   |
| A24       | 23 de maio de 2024         | 25 de julho de 2024     | Diamante Esmeralda   |
| A25       | 31 de maio de 2024         | 25 de julho de 2024     | Diamante Esmeralda   |
| A26       | Junho de 2024              | Setembro de 2024        | Diamante Esmeralda   |
| A27       | 18 de junho de 2024        | Setembro de 2024        | Diamante Esmeralda   |
| A28       | 1 de julho de 2024         | Setembro de 2024        | Diamante Esmeralda   |
| A29       | 5 de julho de 2024         | Setembro de 2024        | Diamante Esmeralda   |
| A30       | 22 de julho de 2024        | 5 de novembro de 2024   | Diamante Esmeralda   |
| A31       | 05 de agosto de 2024       | Novembro de 2024        | Diamante Esmeralda   |
| A32       | 16 de agosto de 2024       | Novembro de 2024        | Diamante Esmeralda   |
| A33       | 30 de agosto de 2024       | N/D                     | Diamante Esmeralda   |
| A34       | 5 de setembro de 2024      | N/D                     | Diamante Esmeralda   |
| A35       | 30 de setembro de 2024     | N/D                     | Diamante Esmeralda   |
| A36       | 27 de novembro de 2024     | 6 de março de 2025      | Diamante Esmeralda   |

## Acidentes e incidentes
- 21 de junho de 2023 - O primeiro trem em operação comercial, A01, apresentou falha e parou entre as estações João Dias e Santo Amaro. Os passageiros foram então evacuados e a composição recolhida para análise da falha pela Alstom. Não houve feridos, mas o trem foi danificado, os passageiros tendo quebrado janelas durante a parada.[68]
- 14 de outubro de 2024 - Falha elétrica na região do pantógrafo e ar-condicionado do trem A13[69], decorrente de curto-circuito, na chegada à estação Granja Julieta da linha 9-Esmeralda. Sem feridos.[70]
- 24 de novembro de 2024 - Incêndio na região do pantógrafo de um trem da série 8900, decorrente de falha elétrica, na plataforma da estação Santo Amaro da linha 9-Esmeralda. Sem feridos.[71]